# 브렛 헐
브렛 앤드루 헐(영어: Brett Andrew Hull, 1964년 8월 9일 ~ )은 캐나다 태생 미국의 아이스하키 선수이며, 현재 내셔널 하키 리그(NHL)의 팀인 세인트루이스 블루스의 부사장을 맡고 있다. 그는 1986년부터 2005년까지 캘거리 플레임스, 세인트루이스 블루스, 댈러스 스타스, 디트로이트 레드윙스, 피닉스 카이오티스에서 뛰었다. 선수 시절에 기록한 통산 741골은 NHL 역사상 4번째로 많은 골이며 "50경기 50골"을 달성한 5명의 선수 중 한 명이다. 그는 1999년 댈러스 스타스와 2002년 디트로이트 레드윙스의 일원으로 스탠리 컵을 우승했다. 2017년에는 위대한 NHL 선수 100인' 중 한 명으로 선정되었다.
아이스하키 역사상 최고의 스나이퍼형 공격수 중 한 명으로 알려진 헐은 게임의 모든 연령별 리그에서 두각을 드러냈다. 그는 미네소타 대학교 아이스하키팀인 미네소타 불도그스 소속으로 대학 하키 선수로 뛰었고, 미네소타 시절인 1985-86년 시즌에 52골을 넣었다. 그는 다음 해 아메리칸 하키 리그(AHL)의 멍크턴 골든 플레임스 소속으로 50골을 넣으며, NHL 최고의 공격수가 될 수 있을 자질을 보였다. 1990-91 시즌에 달성한 86골은 해당 시즌에 웨인 그레츠키 넣은 골과 동률이며, NHL 역사상 세 번째로 많은 단일 시즌 골 기록이다 그 해 리그 MVP에게 주는 하트 메모리얼 트로피와 레스터 B. 피어슨 상을 받았다. 그는 NHL 퍼스트팀 올스타로 3번 선정되었고 NHL 올스타전에 8번 출전했다.
캐나다와 미국 이중국적을 보유했기 때문에 캐나다 또는 미국 국가대표로 뛸 자격이 있었고 최종적으로 미국 대표팀에 합류하기로 결정했다. 그는 1996년 아이스하키 월드컵에서 우승한 미국팀의 일원이었으며 올림픽에 2회 출전하여 2002년 동계 올림픽에서 은메달을 획득했다. 2009년에는 아버지 보비의 뒤를 이어 하키 명예의 전당에 헌액되었다. 헐 부자는 NHL에서 600골, 1000점의 포인트 중 하나를 각각 기록한 최초의 부자 선수이다. 헐의 별명인 "황금 브렛(Golden Brett)"은 아버지의 별명인 "황금 제트기(Golden Jet)"에서 따온 것이다. 그의 등번호 16번은 2006년 세인트루이스 블루스에서 영구 결번으로 지정되었다.